# Lydford-on-Fosse
Lydford-on-Fosse – wieś w Anglii, w hrabstwie Somerset, w dystrykcie (unitary authority) Somerset. Leży 43 km na południe od miasta Bristol i 181 km na zachód od Londynu. W 2001 miejscowość liczyła 461 mieszkańców.